# مصنع الدمية
مصنع الدمية هو مسلسل تلفزيوني مثير من الفترة القادمة يعتمد على الرواية التي تحمل الاسم نفسه من تأليف إليزابيث ماكنيل، مقتبس من تشارلي مايلز على باراماونت+.

## الممثلون والشخصيات
- أكشاي خانا مؤدي دور روسيتي
- إينا هاردويك مؤدي دور سيلاس
- ايسمي كريد مايلز مؤدية دور إيريس
- بيبا هايوود
- جورج ويبستر مؤدي دور لويس
- جيم قيصر
- ريس كينوين شيب
- ساويرس مونيكا جاكسون [لغات أخرى]
- شارلين وايت [لغات أخرى]
- عائشة كالا
- فريدي كارتر مؤدي دور جدعون
- لوري كيناستون [لغات أخرى]
- ميرين ماك مؤدية دور روز
- نيل هدسون

## الإنتاج
في يوليو 2022، أُعلن أن جناح المملكة المتحدة باراماونت+ قد كلف بتأليف ستة أجزاء من رواية ماكنيل من وسائط القرصان، مع شناويل الذي يتولى الإنتاج المحلي في أيرلندا. قام تشارلي مايلز بتكييف الرواية، وساشا بولاك سيخرج المسلسل.
تم الإعلان عن طاقم الممثلين في نوفمبر 2022، حيث من المقرر أن تقود ايسمي كريد مايلز المسلسل إلى جانب إينا هاردويك وميرين ماك وجورج ويبستر. كما انضم إلى المسلسل بيبا هايوود، شارلين وايت، ريس كينوين مبودزي، فريدي كارتر، ساويرس-مونيكا جاكسون، لوري كيناستون، جيم سيزار، أكشاي خانا وعائشة كالا ونيل هدسون.
كان التصوير الرئيسي قيد التنفيذ في دبلن وما حوله اعتبارًا من نوفمبر 2022. تم الإبلاغ عن التصوير في كلية ترينيتي دبلن في يناير 2023، وتحديدًا في مبنى المتحف ومسرح محاضرات الفيزياء.

## روابط خارجية
- مصنع الدمية  في قاعدة بيانات الأفلام على الإنترنت (بالإنجليزية)